# Abba Isaiah
Abba Isaiah (Pare Isaïes) fou un escriptor cristià de textos ascètics del segle iv. Fou un asceta que va viure al desert d'Egipte. Els seus escrits, en grec o llengua copta, foren col·leccionats pel seu deixeble Pere després de la seva mort, amb el títol grec d'Asketikon.